# Степановка (Камышлинский район)
Степановка — село в Камышлинском районе Самарской области России. Входит в состав сельского поселения Балыкла.

## География
Село находится в северо-восточной части Самарской области, в пределах Бугульминско-Белебеевской возвышенности, в лесостепной зоне, на правом берегу реки Семенычевки, на расстоянии примерно 19 километров (по прямой) к юго-востоку от Камышлы, административного центра района. Абсолютная высота — 151 метр над уровнем моря.
Климат
Климат характеризуется как умеренно континентальный. Среднегодовая температура воздуха — 3,1 °С. Средняя температура воздуха самого тёплого месяца (июля) — 19,2 °C (абсолютный максимум — 37 °C); самого холодного (января) — −13,3 °C (абсолютный минимум — −46 °C). Среднегодовое количество атмосферных осадков составляет 430 мм, из которых большая часть выпадает в тёплый период. Снежный покров держится в течение 163 дней.
Часовой пояс
Село Степановка, как и вся Самарская область, находится в часовой зоне МСК+1. Смещение применяемого времени относительно UTC составляет +4:00.

## Население
| 2010 |
| ---- |
| 251  |

Половой состав
По данным Всероссийской переписи населения 2010 года в гендерной структуре населения мужчины составляли 45 %, женщины — соответственно 55 %.
Национальный состав
Согласно результатам переписи 2002 года, в национальной структуре населения русские составляли 86 % из 265 чел.